# Championnats du monde d'athlétisme handisport 2017
Navigation
Doha 2015 Dubaï 2019
Les 8e championnats du monde d'athlétisme handisport se déroulent du 14 au 23 juillet 2017, à Londres, au Royaume-Uni. C'est la première fois que les championnats du monde handisport et les championnats du monde d'athlétisme pour les valides se déroulent dans la même ville.

## Classification des handicaps
Les athlètes sont classés selon la nature et la gravité de leurs handicap pour pouvoir concourir contre d'autres athlètes aux handicaps similaires. Chaque classification se compose de trois caractères, une lettre suivi de deux chiffres. La lettre permet de spécifier le type de concours : T pour les cours et les sauts, F pour les lancers. Le premier chiffre concerne le type de handicap tandis que le second chiffre lui désigne la gravité de celui-ci ; plus le second chiffre est bas, plus le handicap est important.
- T/F11-13 : concerne les athlètes non-voyants (11) et malvoyants (12 et 13). Les athlètes de la catégorie 11 (et parfois dans la catégorie 12) courent avec un guide.
- T/F20 : concerne les athlètes avec une déficience mentale (QI inférieur à 70).
- T/F31-38 : concerne les athlètes avec des problèmes de coordination des membres (par exemple liée à une paralysie cérébrale). Les athlètes des catégories 31 à 34 concourent assis ou en fauteuil, tandis que ceux dans les catégories 35 à 38 concourent debout.
- T/F40-41 : concerne les athlètes de petite taille
- T/F42-47 : concerne les athlètes avec handicap au niveau des jambes.
- T/F51-58 : concerne les athlètes avec des problèmes musculaires ou un manque d'amplitude dans leurs mouvements. Tous concourent en fauteuil roulant.

## Mascotte
La mascotte de ces championnats est dévoilée en avril 2017, et choisie grâce à concours de dessin organisé par le programme Blue Peter sur la chaîne BBC. La mascotte représente une espèce en danger « de tous les jours » au Royaume-Uni : l'abeille anthropomorphique Whizbee.

## Pays participants
1 056 athlètes de 88 pays différents participent à ces championnats.
| Afrique | Asie | Europe | Amérique | Océanie                        |
| --- | --- | --- | --- | ------------------------------ |
| - Afrique du Sud - Algérie - Angola - Cap-Vert - Égypte - Ghana - Kenya - Libye - Maurice - Maroc - Namibie - Sénégal - Tunisie - Ouganda | - Arabie saoudite - Bahreïn - Chine - Corée du Sud - Émirats arabes unis - Géorgie - Hong Kong - Inde - Irak - Iran - Japon - Kazakhstan - Koweït - Malaisie - Mongolie - Oman - Ouzbékistan - Qatar - Singapour - Sri Lanka - Taipei chinois - Thaïlande - Viêt Nam | - Allemagne - Autriche - Belgique - Biélorussie - Bulgarie - Chypre - Danemark - Espagne - Estonie - Finlande - France - Grèce - Hongrie - Irlande - Italie - Lettonie - Lituanie - Luxembourg - Moldavie - Monténégro - Norvège - Pays-Bas - Pologne - Portugal - République tchèque - Roumanie - Royaume-Uni - Serbie - Slovaquie - Slovénie - Suède - Suisse - Turquie - Ukraine | - Argentine - Bermudes - Brésil - Canada - Chili - Colombie - Costa Rica - Équateur - États-Unis - Jamaïque - Mexique - Nicaragua - Trinité-et-Tobago | - Australie - Nouvelle-Zélande |

On trouve également une équipe d'athlètes paralympiques indépendants.

## Podiums

### Femmes

#### 100 mètres
| Catégorie | Or                                           | Argent                                                        | Bronze                                              |
| --------- | -------------------------------------------- | ------------------------------------------------------------- | --------------------------------------------------- |
| T11       | Zhou Guohua Guide : Jia Dengpu 12 s 16 (SB)  | Esperança Gicaso Guide : Nicolau Ernesto Palanca 12 s 87      | Kewalin Wannaruemon Guide : Panya Makhumjai 13 s 51 |
| T12       | Omara Durand Guide : Yuniol Kindelan 11 s 52 | Katrin Mueller-Rottgardt Guide : Noel-Philippe Fiener 12 s 04 | Małgozarta Ignasiak 13 s 14                         |
| T13       | Leilia Adzhametova 12 s 00 (CR)              | Ilse Hayes 12 s 17 (SB)                                       | Kym Crosby 12 s 18 (PB)                             |
| T34       | Hannah Cockroft 17 s 18 (WR)                 | Karé Adenegan 18 s 01                                         | Alexa Halko 18 s 43 (AR)                            |
| T35       | Isis Holt 13 s 43 (WR)                       | Zhou Xia 13 s 56 (AR)                                         | Maria Lyle 14 s 45                                  |
| T36       | Shi Yiting 13 s 68 (WR)                      | Yanina Martínez 14 s 41                                       | Jeon Min-jae 15 s 06 (SB)                           |
| T37       | Georgina Hermitage 13 s 36 (CR)              | Natalia Kobzar 13 s 60 (PB)                                   | Jaleen Roberts 13 s 69                              |
| T38       | Sophie Hahn 12 s 44 (WR)                     | Kadeena Cox 13 s 07 (SB)                                      | Lindy Ave 13 s 16 (PB)                              |
| T42       | Martina Caironi 14 s 65 (SB)                 | Monica Graziana Contrafatto 15 s 35 (PB)                      | Scout Bassett 16 s 68                               |
| T44       | Sophie Kamlish 12 s 92                       | Marlou van Rhijn 13 s 20                                      | Nyoshia Cain 13 s 25                                |
| T47       | Deja Young 12 s 39 (SB)                      | Alicja Fiodorow 12 s 61 (SB)                                  | Li Lu 12 s 62 (PB)                                  |
| T52       | Teruyo Tanaka 23 s 09                        | uka Kiyama 25 s 17                                            | Norsilawati Sa'at 28 s 78                           |
| T53       | Samantha Kinghorn 16 s 65                    | Angela Ballard 16 s 84                                        | Zhou Hongzhuan 16 s 92 (SB)                         |
| T54       | Amanda Kotaja 16 s 62                        | Cheri Madsen 16 s 64                                          | Hannah McFadden 16 s 68 (SB)                        |

#### 200 mètres
| Catégorie | Or                                           | Argent                                                             | Bronze                                                   |
| --------- | -------------------------------------------- | ------------------------------------------------------------------ | -------------------------------------------------------- |
| T11       | Zhou Guohua Guide : Jia Dengpu 25 s 27       | Liu Cuiqing Guide : Xu Donglin 25 s 65                             | Esperança Gicaso Guide : Nicolau Ernesto Palanca 27 s 22 |
| T12       | Omara Durand Guide : Yuniol Kindelan 23 s 58 | Katrin Mueller-Rottgardt Guide : Noel-Philippe Fiener 24 s 82 (SB) | Małgorzata Ignasiak 26 s 97                              |
| T13       | Leilia Adzhametova 24 s 63 (AR)              | Ilse Hayes 24 s 94 (SB)                                            | Kym Crosby 25 s 21 (PB)                                  |
| T35       | Isis Holt 28 s 47 (CR)                       | Zhou Xia 28 s 64                                                   | Maria Lyle 29 s 87 (SB)                                  |
| T36       | Shi Yiting 28 s 92 (CR)                      | Yanina Martínez 30 s 70                                            | Jeon Min-jae 31 s 40                                     |
| T37       | Natalia Kobzar 27 s 62 (CR)                  | Mandy François-Elie 28 s 04 (PB)                                   | Jaleen Roberts 28 s 18 (AR)                              |
| T38       | Sophie Hahn 26 s 11 (WR)                     | Lindy Ave 27 s 02 (PB)                                             | Kadeena Cox 27 s 15 (PB)                                 |
| T44       | Marlou van Rhijn 26 s 02 (CR)                | Irmgard Bensusan 27 s 13                                           | Sara Andrès Barrio 27 s 33 (PB)                          |
| T47       | Deja Young 25 s 10 (SB)                      | Anrune Liebenberg 25 s 53 (AR)                                     | Li Lu 25 s 71 (PB)                                       |
| T53       | Samantha Kinghorn 28 s 61 (WR)               | Angela Ballard 29 s 09                                             | Hamide Kurt 30 s 02 (PB)                                 |
| T54       | Tatyana McFadden 28 s 08 (CR)                | Cheri Madsen 28 s 89                                               | Hannah McFadden 29 s 49                                  |

#### 400 mètres
| Catégorie | Or                                                | Argent                                                           | Bronze                                             |
| --------- | ------------------------------------------------- | ---------------------------------------------------------------- | -------------------------------------------------- |
| T11       | Liu Cuiqing Guide : Xu Donglin 58 s 51            | Diana Laura Coraza Castaneda Guide : Jorge Gasper Cerna 59 s 11  | Joanna Mazur Guide : Michal Stawicki 1 min 01 s 94 |
| T12       | Omara Durand Guide : Yuniol Kindelan 52 s 75 (CR) | Melani Berges Gamez Guide : Sergio Sanchez Palancar 57 s 68 (SB) | Non attribuée                                      |
| T13       | Leilia Adzhametova 56 s 58 (PB)                   | Sanaa Benhama 56 s 66 (PB)                                       | Carolina Duarte 57 s 52 (PB)                       |
| T20       | Breanna Clark 56 s 33 (WR)                        | Barbara Niewiedział 59 s 56                                      | Anais Maribel Lara Borja 59 s 70 (PB)              |
| T34       | Hannah Cockroft 58 s 29 (CR)                      | Alexa Halko 59 s 93 (AR)                                         | Karé Adenegan 1 min 02 s 94                        |
| T37       | Georgina Hermitage 1 min 00 s 29 (WR)             | Natalia Kobzar 1 min 02 s 83 (PB)                                | Jiang Fenfen 1 min 04 s 35 (PB)                    |
| T38       | Kadeena Cox 1 min 02 s 87                         | Yuka Takamatsu 1 min 08 s 32 (PB)                                | Torita Blake 1 min 09 s 24                         |
| T44       | Irmgard Bensusan 1 min 02 s 33                    | Federica Maspero 1 min 03 s 00                                   | Sara Andrès Barrio 1 min 03 s 08 (PB)              |
| T47       | Li Lu 57 s 23 (PB)                                | Anrune Liebenberg 58 s 09                                        | Sae Tsuji 1 min 00 s 67                            |
| T52       | Teruyo Tanaka 1 min 21 s 20                       | Yuka Kiyama 1 min 26 s 30                                        | Non attribuée                                      |
| T53       | Zhou Hongzhuan 55 s 22 (CR)                       | Chelsea McClammer 55 s 50                                        | Samantha Kinghorn 55 s 71                          |
| T54       | Tatyana McFadden 53 s 74                          | Zou Lihong 54 s 53                                               | Cheri Madsen 55 s 05                               |

#### 800 mètres
| Catégorie | Or                                                                   | Argent                                             | Bronze                                                                              |
| --------- | -------------------------------------------------------------------- | -------------------------------------------------- | ----------------------------------------------------------------------------------- |
| T11       | Diana Laura Coraza Castaneda Guide :Jorge Gasper Cerna 2 min 21 s 86 | Joanna Mazur Guide : Michal Stawicki 2 min 21 s 89 | Maritza Arango Buitrago Guide : Jonathan Daybes Sanchez Gonzalez 2 min 22 s 60 (SB) |
| T20       | Bernadett Biacsi 2 min 20 s 51 (CR)                                  | Anju Furuya 2 min 21 s 37 (AR)                     | Muhsine Gezer 2 min 22 s 94 (PB)                                                    |
| T34       | Hannah Cockroft 2 min 01 s 77 (CR)                                   | Alexa Halko 2 min 03 s 49                          | Karé Adenegan 2 min 05 s 76                                                         |
| T53       | Zhou Hongzhuan 1 min 54 s 72                                         | Madison de Rozario 1 min 54 s 88                   | Chelsea McClammer 1 min 55 s 01                                                     |
| T54       | Tatyana McFadden 1 min 47 s 82 (SB)                                  | Manuela Schaer 1 min 49 s 47                       | Amanda McGrory 1 min 49 s 64                                                        |

#### 1 500 mètres
| Catégorie | Or                                                      | Argent                                                                              | Bronze                                      |
| --------- | ------------------------------------------------------- | ----------------------------------------------------------------------------------- | ------------------------------------------- |
| T11       | Joanna Mazur Guide : Michal Stawicki 4 min 50 s 95 (PB) | Maritza Arango Buitrago Guide : Jonathan Daybes Sanchez Gonzalez 4 min 51 s 19 (SB) | Zheng Jin Guide : Wang Zipeng 4 min 51 s 40 |
| T20       | Barbara Niewiedział 4 min 33 s 82                       | Lyudmila Danilina 4 min 35 s 08                                                     | Ilona Biacsi 4 min 36 s 73 (SB)             |
| T54       | Tatyana McFadden 3 min 25 s 23 (CR)                     | Amanda McGrory 3 min 25 s 43                                                        | Madison de Rozario 3 min 25 s 56            |

#### 5 000 mètres
| Catégorie | Or                                | Argent                        | Bronze                           |
| --------- | --------------------------------- | ----------------------------- | -------------------------------- |
| T54       | Madison de Rozario 12 min 33 s 48 | Amanda McGrory 12 min 33 s 64 | Chelsea McClammer 12 min 34 s 17 |

#### Saut en longueur
| Catégorie | Or                          | Argent                         | Bronze                       |
| --------- | --------------------------- | ------------------------------ | ---------------------------- |
| T11       | Arjola Dedaj 4,65 m         | Chiaki Takada 4,49 m           | Zhong Huimin 4,44 m          |
| T12       | Oxana Zubkovska 6,02 m (SB) | Sara Martínez 5,53 m (=SB)     | Lynda Hamri 5,42 m           |
| T20       | Mikela Ristoski 5,66 m (SB) | Erica Gomes 5,48 m (PB)        | Ana Filipe 5,26 m (PB)       |
| T37       | Wen Xiaoyan 4,97 m (CR)     | Jaleen Roberts 4,60 m (AR)     | Marta Piotrowska 4,37 m (PB) |
| T38       | Olivia Breen 4,81 m (PB)    | Erin Cleaver 4,61 m            | Anna Trener-Wierciak 4,60 m  |
| T42       | Martina Caironi 4,72 m (PB) | Kaede Maegawa 3,79 m           | Scout Bassett 3,45 m         |
| T44       | Stef Reid 5,40 m            | Marlene van Gansewinkel 5,29 m | Maya Nakanishi 5,00 m        |
| T47       | Taleah Williams 5,27 m      | Polly Maton 5,23 m             | Angelina Lanza 5,22 m        |

#### Lancer du poids
| Catégorie | Or                                        | Argent                                 | Bronze                                   |
| --------- | ----------------------------------------- | -------------------------------------- | ---------------------------------------- |
| F12       | Assunta Legnante 15,82 m                  | Safiya Burkhanova 14,76 m (CR)         | Rebeca Valenzuela Alvarez 13,05 m (=AR)  |
| F20       | Ewa Durska 13,18 m                        | Poleth Méndes 12,72 m (AR)             | Zoi Mantoudi 12,60 m (PB)                |
| F32       | Maroua Brahmi 5,86 m                      | Maria Stamatoula 5,85 m (SB)           | Anastasiia Moskalenko 5,38 m (PB)        |
| F33       | Asmahan Boudjadar 5,92 m (AR)             | Sara Hamdi Masoud 5,39 m (=AR)         | Anthi Liagkou 5,22 m (SB)                |
| F34       | Zou Lijuan 8,23 m (SB)                    | Lucyna Kornobys 8,22 m (SB)            | Jessica Hamill 7,77 m (SB)               |
| F35       | Mariia Pomazan 12,63 m                    | Wang Jun 12,24 m (SB)                  | Klaudia Maliszewska 7,81 m (PB)          |
| F36       | Wu Qing 9,69 m (SB)                       | Juliane Mogge 9,44 m                   | Mariko Fujita 6,37 (SB)                  |
| F37       | Mi Na 12,66 m (SB)                        | Li Yingli 11,98 m (PB)                 | Eva Berna 11,24 m                        |
| F40       | Rima Abdelli 7,57 m (PB)                  | Renata Śliwińska 7,23 m (AR)           | Raja Jebali 7,22 m                       |
| F41       | Raoua Tlili 10,04 m (CR)                  | Claire Keefer 8,44 m (AR)              | Samar Ben Koelleb 8,23 m                 |
| F44       | Frederike Charlotte Koleiski 11,53 m (SB) | Yao Juan 11,48 m (SB)                  | Yang Yue 11,32 m (SB)                    |
| F53       | Fatema Nedham 4,73 m (SB)                 | Iana Lebiedieva 4,72 m (PB)            | Svitlana Stetsiuk 4,39 m                 |
| F54       | Yang Liwan 7,43 m                         | Hania Aidi 6,82 m                      | Gloria Zarza Guadarrama 6,60 (AR)        |
| F55       | Diāna Dadzīte 8,01 m                      | Erica Maria Catstano Salazar 7,77 (AR) | Rosa Maria Guerrero Cazares 7,45 m (=PB) |
| F57       | Nassima Saifi 10,59 m                     | María de los Ángeles Ortiz 10,51 m     | Safia Djelal 10,29 m                     |

#### Lancer du disque
| Catégorie | Or                           | Argent                             | Bronze                               |
| --------- | ---------------------------- | ---------------------------------- | ------------------------------------ |
| F11       | Zhang Liangmin 35,11 m (SB)  | Tang Hongxia 33,63 m               | Izabela Campos 31,83 (SB)            |
| F12       | Orysia Ilchyna 38,78 m       | Safiya Burkhanova 38,17 m (PB)     | Zhao Yuping 36,35                    |
| F38       | Mi Na F37 35,08 m (CR)       | Noelle Lenihan F38 32,12 m (CR)    | Li Yingli 30,97 (PB)                 |
| F41       | Raoua Tlili 32,29 m (CR)     | Niamh McCarthy 26,17 m             | Samar Ben Koelleb 25,83 m (PB)       |
| F44       | Yao Juan 39,72 m (SB)        | Yang Yue 38,25 m (SB)              | Sarah Edmiston 33,80 m (AR)          |
| F52       | Cassie Mitchell 13,23 m (WR) | Rachael Morrison 12,35 m (SB)      | Zoia Ovsii 11,97 m                   |
| F55       | Diāna Dadzīte 23,18 m (PB)   | Erica Castano Salazar 21,30 m (AR) | Jyoti Karam 19,02 m (SB)             |
| F57       | Nassima Saifi 34,05 m        | Orla Barry 28,89 m                 | Floralia Estrada Bernal 27,76 m (AR) |

#### Lancer du javelot
| Catégorie | Or                           | Argent                                  | Bronze                      |
| --------- | ---------------------------- | --------------------------------------- | --------------------------- |
| F11       | Zhong Huimin 26,05 m (CR)    | Izabela Campos 24,90 m                  | Ness Murby 23,69 m (PB)     |
| F13       | Zhao Yuping F12 42,72 m (CR) | Nozimakhon Kayumova F13 41,25 m (CR)    | Natalija Eder 38,37 m (SB)  |
| F34       | Zou Lijuan 20,67 m (SB)      | Marjaana Heikkinen 18,71 m              | Lucyna Kornobys 15,63 m     |
| F37       | Mi Na 26,22 m                | Rae Anderson 24,98 m                    | non attribuée               |
| F46       | Hollie Arnold 43,02 m (WR)   | Holly Robinson 42,41 m (AR)             | Surang Khamsuk 29,86 m (SB) |
| F54       | Yang Liwan 17,79 m (SB)      | Hania Aidi 17,71 m                      | Ntombizanele Situ 17,02 m   |
| F56       | Diāna Dadzīte 27,07 m (WR)   | Hashemiyeh Motaghian Moavi 20,66 m (AR) | Martina Willing 20,57 m     |

#### Lancer de massue
| Catégorie | Or                    | Argent                       | Bronze                   |
| --------- | --------------------- | ---------------------------- | ------------------------ |
| F32       | Mounia Gasmi 25,07 m  | Maroua Brahmi 24,52 m (SB)   | Gemma Prescott 19,97 m   |
| F51       | Zoia Ovsii 23,74 (CR) | Cassie Mitchell 23,37 m (PB) | Rachael Morrison 22,92 m |

### Hommes

#### 100 mètres
| Catégorie | Or                                        | Argent                                            | Bronze                                 |
| --------- | ----------------------------------------- | ------------------------------------------------- | -------------------------------------- |
| T11       | David Brown Guide : Jerome Avery 11 s 20  | Ananias Shikongo Guide : Even Tjviju 11 s 33 (SB) | Di Dongdong Guide : Mao Deyi 11 s 55   |
| T12       | Leinier Savon Pineda 10 s 72 (CR)         | Ndodomzi Ntutu 11 s 01 (SB)                       | Joan Muñar Martínez 11 s 09 (PB)       |
| T13       | Jason Smyth 10 s 63                       | Mateusz Michalski 10 s 95 (SB)                    | Chad Perris 10 s 96                    |
| T33       | Ahmad Amutairi 17 s 00 (CR)               | Toby Gold 17 s 62                                 | Andrew Small 17 s 78                   |
| T34       | Walid Ktila 15 s 00 (CR)                  | Rheed McCracken 15 s 40                           | Mohamed Alhammadi 15 s 75 (AR)         |
| T35       | Ihor Tsvietov 12 s 38 (CR)                | Jordan Howe 12 s 52 (PB)                          | Hernan Barreto 12 s 78 (PB)            |
| T36       | Yang Yifei 11 s 93 (AR)                   | Mohamad Ridzuan Mohamad Puzi 12 s 15 (=SB)        | Rodrigo Parreira da Silva 12 s 25 (AR) |
| T37       | Mateus Evangelista Cardoso 11 s 48 (SB)   | Charl du Toit 11 s 55 (SB)                        | Vladyslav Zahrebelnyi 11 s 69 (PB)     |
| T38       | Evan O'Hanlon 11 s 07 (SB)                | Hu Jianwen 11 s 07 (SB)                           | Edson Pinheiro 11 s 30                 |
| T42       | Scott Reardon 12 s 21                     | Daniel Wagner 12 s 30 (SB)                        | Richard Whitehead 12 s 39              |
| T44       | Jonnie Peacock 10 s 75                    | Johannes Floors 10 s 89                           | Jarryd Wallace 10 s 95                 |
| T47       | Petrucio Ferreira dos Santos 10 s 53 (WR) | Yohansson Nascimento 10 s 80 (SB)                 | Michal Derus 10 s 81 (SB)              |
| T51       | Peter Genyn 21 s 10                       | Toni Piispanen 21 s 54                            | Mohamed Berrahal 22 s 08               |
| T52       | Raymond Martin 16 s 83 (CR)               | Salvador Hernandez Mondragon 17 s 28 (SB)         | Gianfranco Iannotta 17 s 54            |
| T53       | Brent Lakatos 14 s 52                     | Mickey Bushell 14 s 85                            | Pongsakorn Paeyo 14 s 88               |
| T54       | Leo Pekka Tahti 13 s 95                   | Liu Yang 14 s 07 (SB)                             | Kenny van Weeghel 14 s 25              |

#### 200 mètres
| Catégorie | Or                                        | Argent                                   | Bronze                                       |
| --------- | ----------------------------------------- | ---------------------------------------- | -------------------------------------------- |
| T11       | Fan Zetan Guide : Huang Zhihui 23 s 28    | David Brown Guide : Jerome Avery 23 s 35 | Di Dongdong Guide : Mao Deyi 23 s 77         |
| T12       | Mahdi Afri 22 s 39                        | Joan Muñar Martínez 22 s 60              | Luis Gonçalves 22 s 78 (SB)                  |
| T13       | Jason Smyth 21 s 40 (SB)                  | Johannes Nambala 21 s 81                 | Mateusz Michalski 21 s 86 (PB)               |
| T34       | Walid Ktila 27 s 14 (CR)                  | Mohamed Alhammadi 27 s 81                | Rheed McCracken 27 s 81 (AR)                 |
| T35       | Ihor Tsvietov 25 s 52                     | Hernan Barreto 26 s 35 (SB)              | Fabio Da Silva Bordignon 26 s 94             |
| T36       | James Turner 24 s 09 (WR)                 | Krzysztof Ciuksza 25 s 04                | Rodrigo Parreira da Silva 25 s 19 (AR)       |
| T37       | Charl du Toit 23 s 27 (SB)                | Mateus Evangelista Cardoso 23 s 41       | Sofiane Hamdi 23 s 94 (SB)                   |
| T38       | Dyan Buis 22 s 67 (SB)                    | Hu Jianwen 22 s 69 (PB)                  | Dixon De Jesus Hooker Velasquez 22 s 91 (AR) |
| T42       | Richard Whitehead 23 s 26 (CR)            | Ntando Mahlangu 23 s 95 (SB)             | David Henson 24 s 73 (SB)                    |
| T43       | Johannes Floors 21 s 50 (CR)              | Hunter Woodhall 21 s 72                  | Nick Rogers 21 s 88                          |
| T44       | Jarryd Wallace 22 s 37                    | Michail Seitis 22 s 53                   | Arnu Fourie 22 s 53                          |
| T47       | Petrucio Ferreira dos Santos 21 s 21 (WR) | Yohansson Nascimento 21 s 96 (SB)        | Michal Derus 22 s 08 (SB)                    |
| T53       | Brent Lakatos 25 s 29 (CR)                | Pongsakorn Paeyo 25 s 29 (=CR)           | Pierre Fairbank 26 s 01                      |
| T54       | Yassine Gharbi 24 s 86 (CR)               | Kenny van Weeghel 24 s 92                | Leo Pekka Thati 25 s 05                      |

#### 400 mètres
| Catégorie | Or                                                                      | Argent                                       | Bronze                                 |
| --------- | ----------------------------------------------------------------------- | -------------------------------------------- | -------------------------------------- |
| T11       | Gerard Descarrega Puigdevall Guide : Marcos Blanquino Expositio 51 s 46 | Di Dongdong Guide : Mao Deyi 53 s 38         | Non attribuée                          |
| T12       | Mahdi Afri 48 s 60 (CR)                                                 | Luis Gonçalves 49 s 34 (PB)                  | Ogüz Akbulut 50 s19 (PB)               |
| T13       | Mohamed Amguoun 46 s 92 (WR)                                            | Johannes Nambala 48 s 40 (SB)                | Mohamed Fouad Hamoumou 48 s 65         |
| T20       | Daniel Martins 47 s 66 (CR)                                             | Damian Carcelen 49 s 20 (PB)                 | Deliber Rodriguez Ramirez 49 s 48      |
| T34       | Walid Ktila 50 s 56 (CR)                                                | Mohamed Alhammadi 50 s 94                    | Henry Manni 52 s 24                    |
| T36       | James Turner 54 s 27 (AR)                                               | Krzysztof Ciuksza 55 s 19                    | Keegan Pitcher 55 s 23 (PB)            |
| T37       | Charl du Toit 51 s 00 (AR)                                              | Sofiane Hamdi 53 s 68                        | Michal Kotkowski 53 s 95 (PB)          |
| T38       | Dyan Buis 50 s 87 (SB)                                                  | Dixon de Jesus Hooker Velasquez 51 s 18 (AR) | Weiner Javier Diaz Mosquera 53 s 74    |
| T43       | Johannes Floors 46 s 67 (CR)                                            | Hunter Woodhall 47 s 23                      | Aj Digby 47 s 56                       |
| T44       | Michail Seitis 51 s 41                                                  | Simone Manigrasso 54 s 07 (PB)               | Emanuele di Marino 55 s 70             |
| T47       | Günther Matzinger 49 s 35 (SB)                                          | Shane Hudson 49 s 60 (SB)                    | Andonis Aresti 50 s 31 (SB)            |
| T51       | Peter Genyn 1 min 21 s 63 (CR)                                          | Edgar Cesareo Navarro Sanchez 1 min 24 s 10  | Helder Mestre 1 min 25 s 65            |
| T52       | Tomoki Sato 56 s 78 (CR)                                                | Raymond Martin 57 s 31                       | Hirokazu Ueyonabaru 1 min 02 s 27 (SB) |
| T53       | Brent Lakatos 47 s 56 m (CR)                                            | Pongsakorn Paeyo 47 s 97                     | Pierre Fairbank 48 s 91 (SB)           |
| T54       | Yassine Gharbi 45 s 57 (CR)                                             | Kenny van Weeghel 46 s 55                    | Richard Chiassard 46 s 56              |

#### 800 mètres
| Catégorie | Or                                   | Argent                                       | Bronze                              |
| --------- | ------------------------------------ | -------------------------------------------- | ----------------------------------- |
| T13       | Fouad Baka 1 min 51 s 60 (CR)        | Abdellatif Baka 1 min 51 s 69                | Mohamed Amguoun 1 min 51 s 84 (PB)  |
| T20       | Michael Brannigan 1 min 54 s 24 (SB) | Deliber Rodriguez Ramirez 1 min 55 s 23 (PB) | Syłwester Jaciuk 1 min 56 s 92 (PB) |
| T34       | Walid Ktila 1 min 44 s 79 (CR)       | Mohamed Alhammadi 1 min 45 s 28              | Isaac Towers 1 min 46 s 46          |
| T36       | James Turner 2 min 08 s 78           | William Stedman 2 min 11 s 86                | Keegan Pitcher 2 min 13 s 49        |
| T53       | Brent Lakatos 1 min 40 s 14          | Pierre Fairbank 1 min 41 s 97                | Pongsakorn Paeyo 1 min 42 s 07      |
| T54       | Marcel Hug 1 min 38 s 40             | Liu Yang 1 min 38 s 69                       | Yassine Gharbi 1 min 38 s 82        |

#### 1 500 mètres
| Catégorie | Or                                                    | Argent                                                                    | Bronze                                                        |
| --------- | ----------------------------------------------------- | ------------------------------------------------------------------------- | ------------------------------------------------------------- |
| T11       | Samwel Mushai Kimani Guide : James Boit 4 min 11 s 54 | Jason Joseph Dunkerley Guide : Jeremie Nathaniel Venne 4 min 13 s 67 (SB) | Aleksander Kossakowski Gude : Syłwester Lepiarz 4 min 14 s 21 |
| T13       | Abdellatif Baka 3 min 52 s 82 (CR)                    | Fouad Baka 3 min 53 s 07 (SB)                                             | Jaryd Clifford 3 min 53 s 31 (AR)                             |
| T20       | Michael Brannigan 3 min 53 s 05 (CR)                  | Cristiano Pereira 3 min 55 s 39 (AR)                                      | Rafal Korc 3 min 56 s 82                                      |
| T37       | Michael McKillop 4 min 36 s 38                        | Liam Stanley 4 min 37 s 96                                                | Madjid Djemai 4 min 41 s 93                                   |
| T38       | Deon Kenzie 4 min 06 s 68 (CR)                        | Louis Radius 4 min 12 s 25 (SB)                                           | Abbès Saïdi 4 min 12 s 37                                     |
| T46       | David Emong 3 min 58 s 36 (PB)                        | Samir Nouinoua 3 min 58 s 78                                              | Hristiyan Stoyanov 3 min 58 s 94 (PB)                         |
| T52       | Tomoki Sato 3 min 45 s 89 (CR)                        | Raymond Martin 3 min 47 s 04                                              | Hirokazu Ueyonabaru 4 min 01 s 56                             |
| T54       | Marcel Hug 3 min 04 s 33                              | Yassine Gharbi 3 min 04 s 58                                              | Alhassane Baldé 3 min 04 s 61                                 |

#### 5 000 mètres
| Catégorie | Or                                                     | Argent                                                     | Bronze                                                |
| --------- | ------------------------------------------------------ | ---------------------------------------------------------- | ----------------------------------------------------- |
| T11       | Samwel Mushai Kimani Guide : James Boit 15 min 41 s 54 | Cristian Valenzuela Guide : Francisco Muñoz 15 min 49 s 63 | Shinya Wada Guide : Kotaro Minowa 15 min 54 s 29 (PB) |
| T13       | Youssef Benibrahim 14 min 20 s 69 (WR)                 | Bilel Aloui 14 min 21 s 69 (PB)                            | Guillaume Ouellet 14 min 23 s 24 (AR)                 |
| T20       | Cristiano Pereira 14 min 29 s 80 (CR)                  | Michael Brannigan 14 min 39 s 87                           | Pavlo Voluikevych 15 min 01 s 59                      |
| T54       | Marcel Hug 11 min 10 s 72                              | Rawat Tana 11 min 11 s 12                                  | Alhassane Baldé 11 min 11 s 92                        |

#### Saut en hauteur
| Catégorie | Or                                    | Argent                        | Bronze                       |
| --------- | ------------------------------------- | ----------------------------- | ---------------------------- |
| T13       | Isaac Jean-Paul 2,17 m (WR)           | Tyson Gunter 1,88 m           | Luis Felipe Gutierrez 1,88 m |
| T42       | Sam Grewe 1,86 m (CR)                 | Sharad Kumar 1,84 m (PB)      | Varun Singh Bhati 1,77 m     |
| T44       | Maciej Lepiato 2,14 m                 | Jonathan Broom-Edwards 2,08 m | Toru Suzuki 2,01 m (SB)      |
| T47       | Roderick Townsend-Roberts 2,10 m (CR) | Aaron Chatman 1,94 m (SB)     | Chen Hongjie 1,94 m          |

#### Saut en longueur
| Catégorie | Or                                  | Argent                                | Bronze                             |
| --------- | ----------------------------------- | ------------------------------------- | ---------------------------------- |
| T11       | Lex Gillette 6,27 m                 | Ruslan Katyshev 6,21 m                | Ricardo Coaste de Oliveira 6,21 m  |
| T12       | Doniyor Saliev 7,18 m (AR)          | Tobias Jonsson 6,99 m (PB)            | Siarhei Burdukou 6,77 m            |
| T13       | Luis Felipe Gutierrez 7,40 m (CR)   | Radoslav Zlatanov 6,88 m (PB)         | Isaac Jean-Paul 6,84 m             |
| T20       | Abdul Latif Romly 7,37 m (CR)       | Zoran Talič 7,32 m (AR)               | Dmytro Prudnikov 7,12 m            |
| T36       | Roman Pavlyk 5,63 m (PB)            | Rodrigo Parreira da Silva 5,55 m (SB) | Brayden Davidson 5,39 m            |
| T37       | Shang Guangxu 6,58 m (CR)           | Mateus Evangelista Cardoso 6,10 m     | Vladyslav Zahrebelnyi 5,95 m (=PB) |
| T38       | Hu Jianwen 6,80 m (SB)              | Zhong Huanghao 6,79 m (PB)            | Mykyta Senyk 6,12 m                |
| T42       | Daniel Wagner Jørgensen 6,50 m (CR) | Atsushi Yamamoto 6,44 m (SB)          | Leon Schaeffer 6,25 m              |
| T44       | Markus Rehm 8,00 m                  | Ronald Hertog 6,94 m                  | Jean-Baptiste Alaize 6,82 m (PB)   |
| T47       | Wang Hao 7,18 m (SB)                | Arnaud Assoumani 7,13 m               | Tobi Fawehinmi 7,03 m (SB)         |

#### Lancer du poids
| Catégorie | Or                                   | Argent                             | Bronze                          |
| --------- | ------------------------------------ | ---------------------------------- | ------------------------------- |
| F12       | Saman Pakbaz 15,82 m (SB)            | Roman Danyliuk 15,61 m             | Kim Lopez Gonzalez 15,44 m (SB) |
| F20       | Muhammad Ziyad Zolkefli 17,29 m (WR) | Stalin David Mosquera 16,72 m (AR) | Todd Hodgetts 15,96 m           |
| F32       | Lahouari Bahlaz 11,07 m (WR)         | Mohammed Al Mashaykhi 10,49 m (AR) | Dimitrios Zisidis 9,57 m (PB)   |

## Tableau des médailles
Ci-dessous, le tableau des médailles.
| Rang | Nation              | Or | Argent | Bronze | Total |
| ---- | ------------------- | -- | ------ | ------ | ----- |
| 1    | Chine               | 30 | 17     | 18     | 65    |
| 2    | États-Unis          | 20 | 19     | 20     | 59    |
| 3    | Royaume-Uni         | 18 | 8      | 13     | 39    |
| 4    | Ukraine             | 12 | 6      | 11     | 29    |
| 5    | Australie           | 11 | 9      | 8      | 29    |
| 6    | Tunisie             | 10 | 6      | 8      | 24    |
| 7    | Algérie             | 9  | 4      | 6      | 19    |
| 8    | Allemagne           | 8  | 7      | 7      | 22    |
| 9    | Brésil              | 8  | 7      | 6      | 21    |
| 10   | Afrique du Sud      | 5  | 8      | 2      | 15    |
| 11   | Maroc               | 5  | 1      | 1      | 7     |
| 12   | Pologne             | 4  | 10     | 14     | 28    |
| 13   | Italie              | 4  | 4      | 2      | 10    |
| 14   | Irlande             | 4  | 3      | 0      | 7     |
| 15   | Canada              | 4  | 2      | 3      | 9     |
| 16=  | Cuba                | 4  | 1      | 0      | 5     |
| 16=  | Lettonie            | 4  | 1      | 0      | 5     |
| 18   | Iran                | 3  | 12     | 5      | 20    |
| 19   | Ouzbékistan         | 3  | 4      | 0      | 7     |
| 20   | Suisse              | 3  | 1      | 0      | 4     |
| 21   | Japon               | 2  | 5      | 9      | 16    |
| 22   | Grèce               | 2  | 3      | 3      | 8     |
| 23   | Finlande            | 2  | 2      | 2      | 6     |
| 24   | Malaisie            | 2  | 1      | 0      | 3     |
| 25=  | Serbie              | 2  | 0      | 1      | 3     |
| 25=  | Trinité-et-Tobago   | 2  | 0      | 1      | 3     |
| 27=  | Belgique            | 2  | 0      | 0      | 2     |
| 27=  | Kenya               | 2  | 0      | 0      | 2     |
| 29   | Portugal            | 1  | 5      | 4      | 10    |
| 30   | Pays-Bas            | 1  | 5      | 1      | 7     |
| 31   | Colombie            | 1  | 4      | 5      | 10    |
| 32   | Mexique             | 1  | 4      | 4      | 9     |
| 33   | Espagne             | 1  | 3      | 7      | 11    |
| 34=  | Croatie             | 1  | 2      | 2      | 5     |
| 34=  | Inde                | 1  | 2      | 2      | 5     |
| 36   | Bulgarie            | 1  | 1      | 2      | 4     |
| 37   | Autriche            | 1  | 1      | 1      | 3     |
| 38=  | Danemark            | 1  | 1      | 0      | 2     |
| 38=  | Irak                | 1  | 1      | 0      | 2     |
| 38=  | Qatar               | 1  | 1      | 0      | 2     |
| 41=  | Hongrie             | 1  | 0      | 1      | 2     |
| 41=  | Lituanie            | 1  | 0      | 1      | 2     |
| 43=  | Bahreïn             | 1  | 0      | 0      | 1     |
| 43=  | Koweït              | 1  | 0      | 0      | 1     |
| 43=  | Ouganda             | 1  | 0      | 0      | 1     |
| 46   | France              | 0  | 4      | 4      | 8     |
| 47   | Thaïlande           | 0  | 3      | 4      | 7     |
| 48   | Argentine           | 0  | 3      | 2      | 5     |
| 49=  | Équateur            | 0  | 3      | 1      | 4     |
| 49=  | Émirats arabes unis | 0  | 3      | 1      | 4     |
| 51   | Namibie             | 0  | 3      | 0      | 3     |
| 52   | Nouvelle-Zélande    | 0  | 2      | 3      | 5     |
| 53   | Égypte              | 0  | 1      | 3      | 4     |
| 54=  | Angola              | 0  | 1      | 1      | 2     |
| 54=  | Suède               | 0  | 1      | 1      | 2     |
| 56=  | Chili               | 0  | 1      | 0      | 1     |
| 56=  | Islande             | 0  | 1      | 0      | 1     |
| 56=  | Jamaïque            | 0  | 1      | 0      | 1     |
| 56=  | Luxembourg          | 0  | 1      | 0      | 1     |
| 56=  | Oman                | 0  | 1      | 0      | 1     |
| 56=  | Sri Lanka           | 0  | 1      | 0      | 1     |
| 56=  | Slovaquie           | 0  | 1      | 0      | 1     |
| 63   | Turquie             | 0  | 0      | 3      | 3     |
| 64=  | Biélorussie         | 0  | 0      | 2      | 2     |
| 64=  | Corée du Sud        | 0  | 0      | 2      | 2     |
| 66   | Chypre              | 0  | 0      | 1      | 1     |